# Gersheim
Gersheim è un comune nel circondario del Saarpfalz, nella Saarland, Germania. È situato vicino al confine con la Francia sul fiume Blies a circa 15 km a sudovest di Zweibrücken ed a 20 km sudest di Saarbrücken.